# Contea di Webster (Iowa)
La contea di Webster (in inglese Webster County) è una contea dello Stato dell'Iowa, negli Stati Uniti. La popolazione al censimento del 2000 era di 40 235 abitanti. Il capoluogo di contea è Fort Dodge.